# Москва (станция метро)
«Москва» (каз. Мәскеу / Mäskeu) — станция Алма-Атинского метрополитена. Расположена между станциями «Сайран» и «Сары-Арка».
Также в Москве есть станция «Алма-Атинская», но она была открыта раньше этой.

## История и название
До 20 октября 2011 года в проекте станция называлась «Молодёжная».
По договорённости между посольством Республики Казахстан и правительства города Москвы в октябре 2011 года было принято решение о взаимном обмене названиями строящихся станций. Станция в московском районе Братеево получила название «Алма́-Ати́нская». Изначально планировалось дать другой станции название «Казахстанская», находящейся в том же районе, однако местные жители выступили резко против. После долгих обсуждений удалось найти компромиссное решение, поскольку в районе с нынешней станцией Алма-Атинская находится и одноимённая улица.
Станция строилась открытым способом. Размещается под проспектом Абая между улицами Утеген батыра и Алтынсарина.
Рядом со станцией находятся: несколько густонаселённых микрорайонов № 5 и № 8.

## Перенос сроков
Пуск намечался на 1 декабря 2014 года, однако в сентябре 2014 было сообщено, что станция откроется в начале 2015 года. Перенос сроков опровергался, но до конца года новый участок первой линии метро (в том числе станция «Москва») в эксплуатацию сдан не был.
Станцию открыли 18 апреля 2015 года.

## Вестибюли и пересадки
Станция находится под проспектом Абая между улицами Утеген батыра и проспектом Алтансарина. Имеет два вестибюля и выходы через подземные переходы с северной и южной стороны проспекта Абая в Ауэзовском районе города.

## Техническая характеристика и путевое развитие
Колонная трёхпролётная станция мелкого заложения (глубина — 11 метров) с одной посадочной платформой шириной 15 метров, длиной 104 метров. Над путями расположены балконы, через которые осуществляется переход в подземные вестибюли станции.
При открытии станции за ней сооружён оборотный перекрёстный съезд.

## Архитектура и оформление

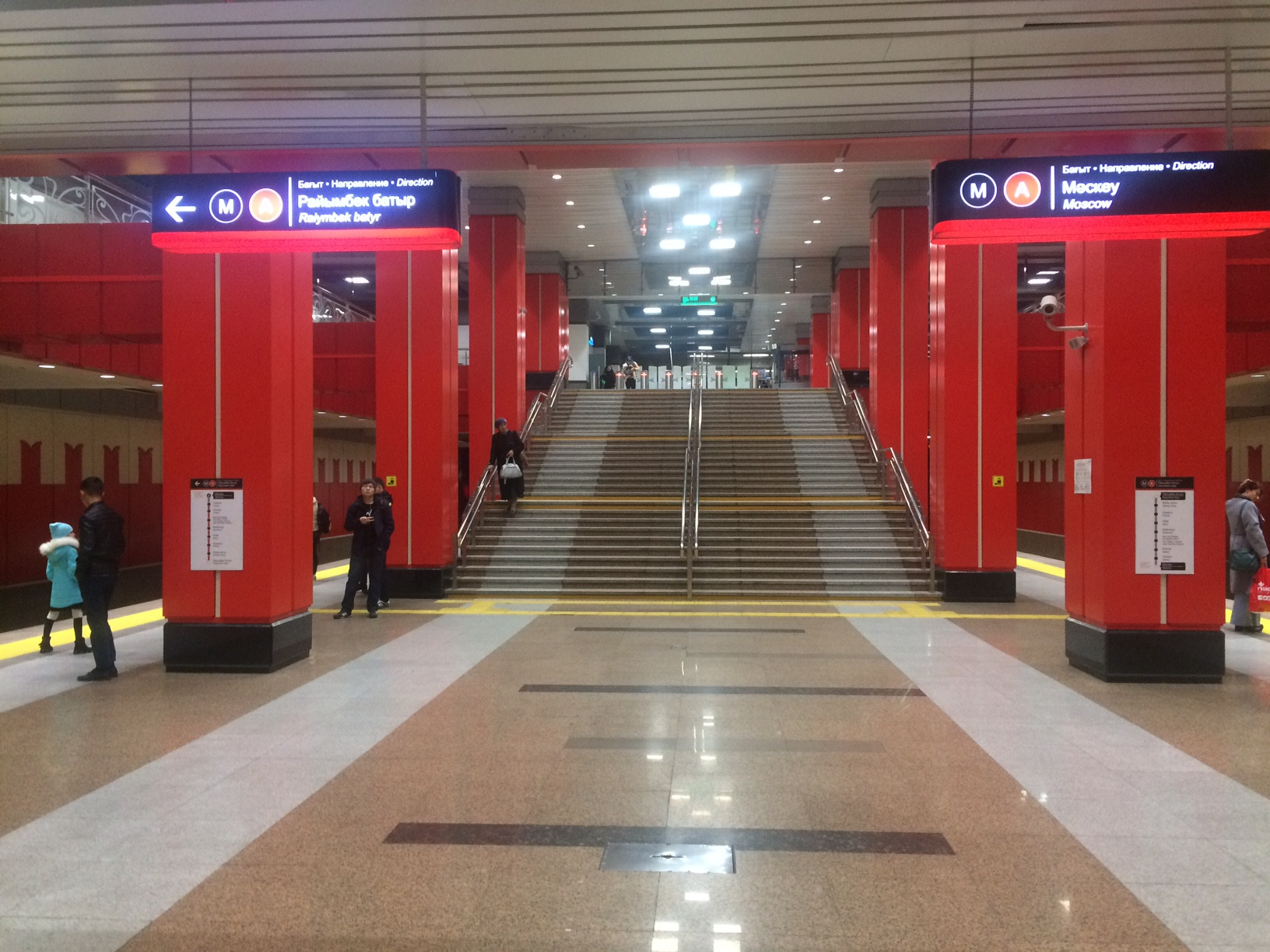
Интерьер станции «Москва»

Колонны станции отделаны красными стеновыми панелями. На путевых стенах выполнено оформление в виде кремлёвской стены с зубцами в форме ласточкиного хвоста. Пол отделан гранитом из казахстанских месторождений.
На втором уровне расположена фотогалерея с видами Москвы и её архитектурных шедевров (Московский государственный университет им. Ломоносова, Москва-Сити, Московский Кремль и другие).

## Ближайшие объекты
- ТРЦ «Moskva Metropolitan»
- Автовокзал «Сайран»
- Государственный академический русский театр для детей и юношества имени Н. Сац

## Строительство станции
Ниже представлены наиболее значимые события:
- Сентябрь 2010 года — одобрено технико-экономическое обоснование строительства второй очереди первой линии от станции «Алатау» до станции «Калкаман», протяжённостью 8,62 км.
- Октябрь 2012 года — завершено строительство объездной дороги. Началась выработка котлована для сооружения станции.
- Апрель 2013 года — продолжаются работы в котловане будущей станции[9].
- Ноябрь 2013 года — был достроен правый перегонный тоннель между станциями «Сайран» и «Москва». Проходка велась с двух сторон[10].
- Июнь 2014 года — готовы основные конструкции станции[11].
- Август 2014 года — сбойка левого перегонного тоннель до станции «Сайран»[12].
- 1 декабря 2014 года — станция готова, началась обкатка путей и тестирование техники[13].